# ماكس لان
ماكس لان (بالإنجليزية: Max Lane)‏ هو لاعب كرة قدم أمريكية أمريكي، ولد في 22 فبراير 1971 في نوربورن في الولايات المتحدة.